# Bahnhof Lösnich-Kinheim

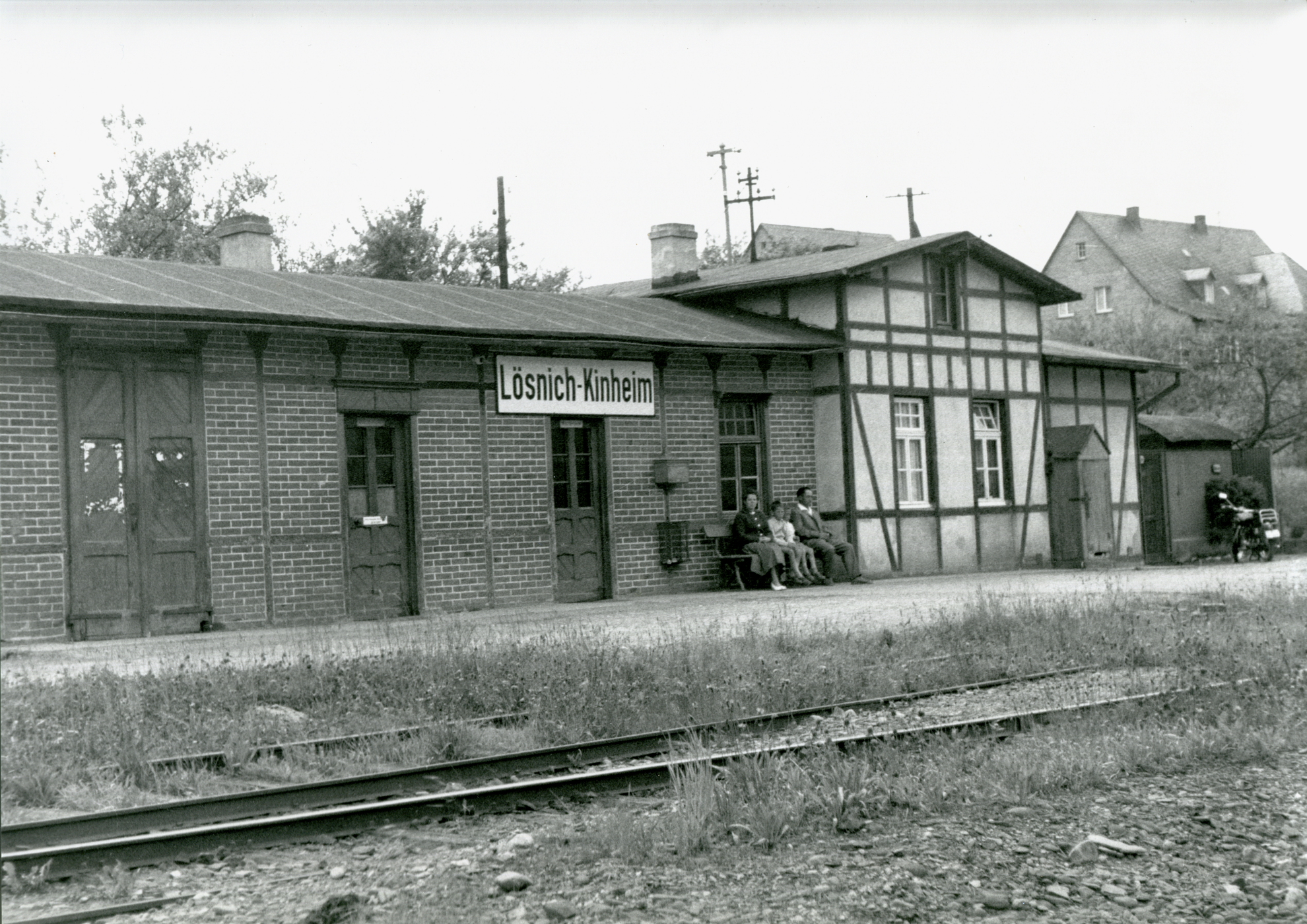
Das um 1975 niedergelegte Bahnhofsgebäude von Lösnich und Kinheim in der Bahnhofstraße Lösnich

Der ehemalige Bahnhof Lösnich-Kinheim ist eine historische Bahnstation der in den 1960er Jahren stillgelegten Moselbahnstrecke zwischen Bullay und Trier.

## Geschichte

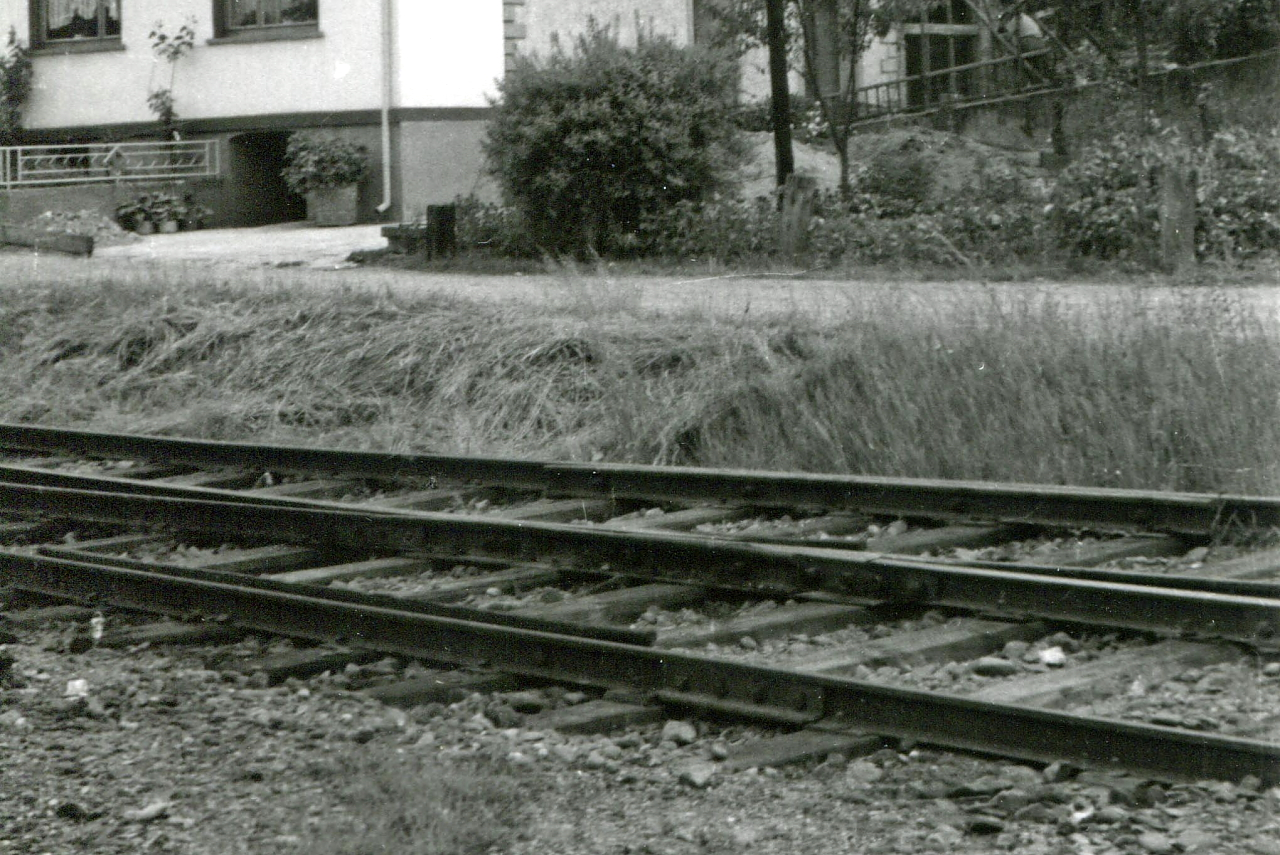
Gleise mit Weiche am Bahnhof Lösnich-Kinheim 1963

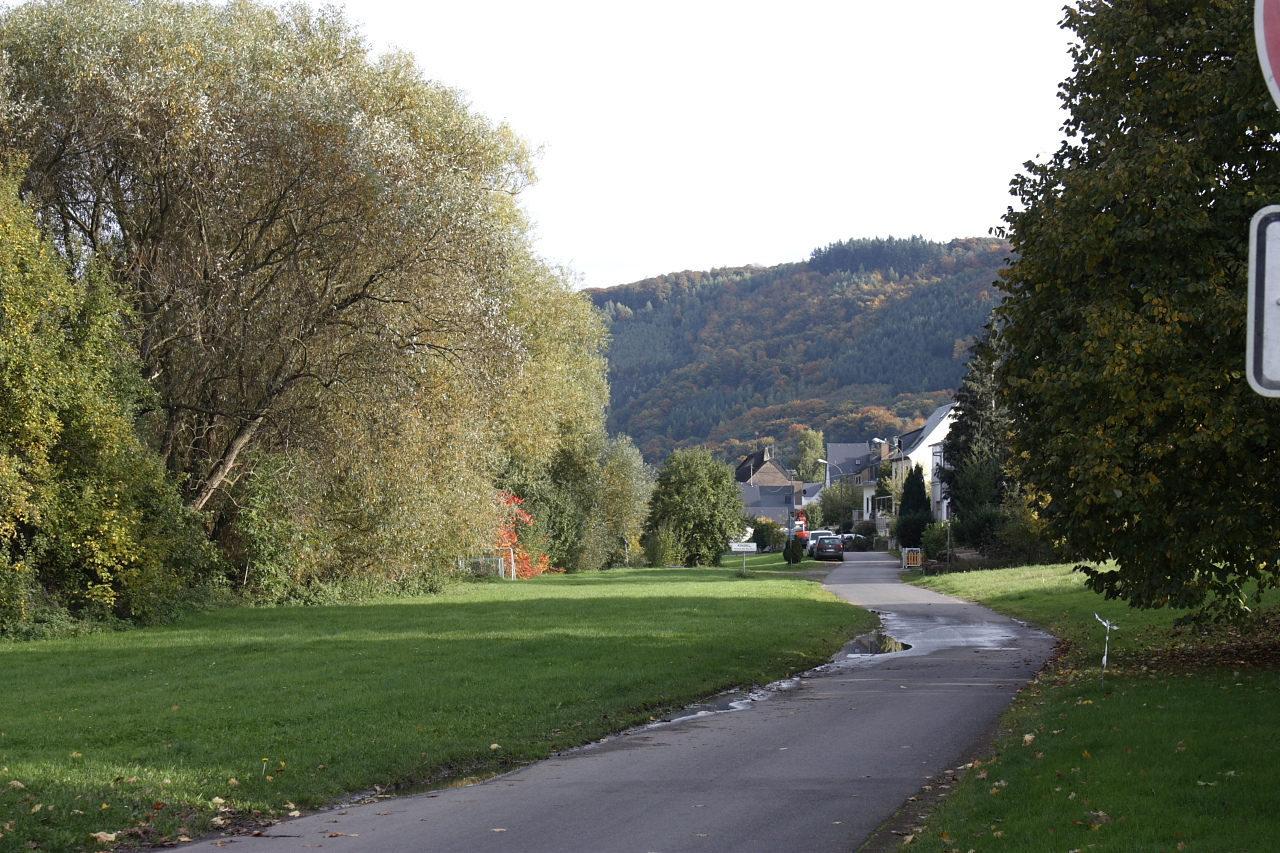
Das ehemalige Betriebsgelände (links) und der Standort des Bahnhofs Lösnich-Kinheim (rechts)in der Bahnhofstraße Lösnich in Richtung Kindel

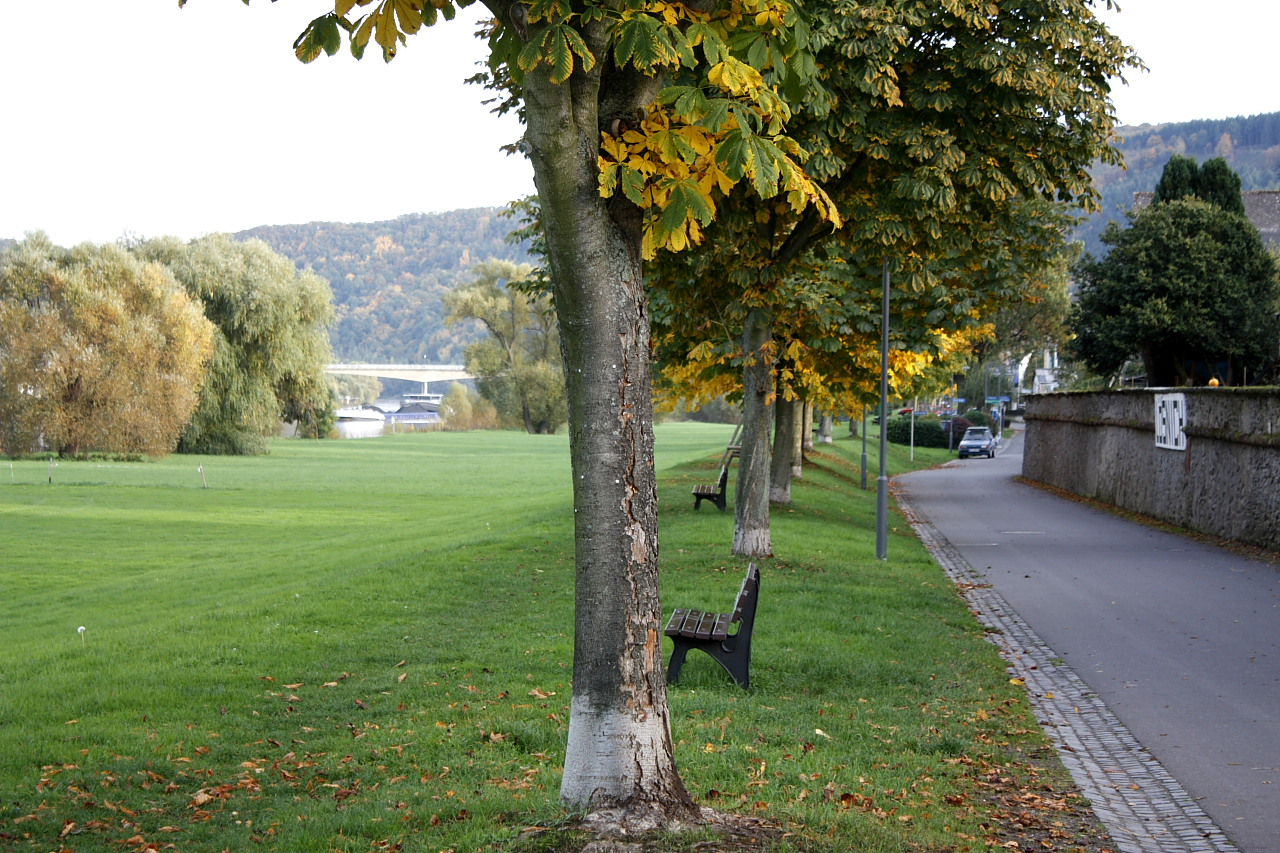
Die heute noch erkennbare Bahntrasse der ehemaligen Moselbahn unterhalb von Lösnich

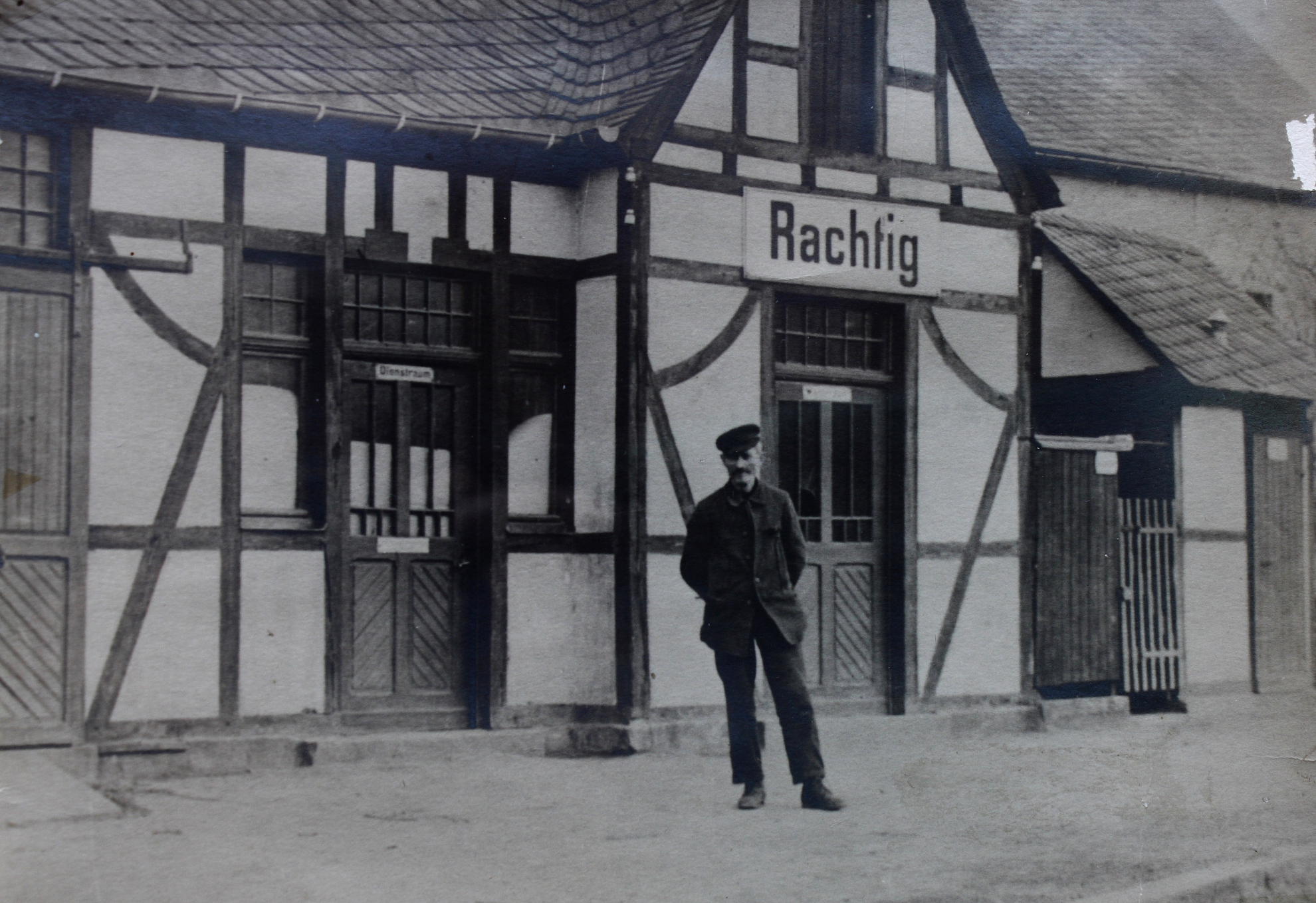
Der ehemalige Bahnhof im nahegelegenen Rachtig in ähnlicher Bauweise (um 1910)

Die im August 1899 von der Westdeutschen Eisenbahn-Gesellschaft gegründete Moselbahn AG erhielt im Juni 1901 die Genehmigung zum Ausbau einer normalspurigen Eisenbahn von Trier nach Bullay. Am 21. August 1905 wurde schließlich das letzte Teilstück der Moselbahn von Bernkastel nach Bullay feierlich unter großer Anteilnahme der Bevölkerung in Lösnich in Betrieb genommen, womit auch Lösnich an das Streckennetz der Moselbahn angeschlossen war. Die Moselbahn bediente nun die Moselorte zwischen Trier und Bullay über ein Gesamtstrecke von 102 Kilometer. Die Fahrzeit betrug ca. 3¾ Stunden bei ca. 40 km/h.
Beim Verkehrsumfang der einzelnen Stationen lag Lösnich-Kinheim 1911 in der oberen Hälfte der 39 Moselbahnhöfe. Von 670.913 gesamt verkauften Fahrkarten wurden in Lösnich 14.449 verkauft. 21 der 39 Bahnhöfe hatten eine geringere Anzahl verkaufter Karten. Im Güterverkehr wurden in Lösnich 5.626 Frachtbriefe von 249.976 gesamt abgefertigt. Hier lagen 24 Bahnhöfe unter der Quote von Lösnich. Laut einem Zeitungsbericht der Bernkasteler Zeitung vom 22. März 1907 bestanden die Frachten im Güterverkehr u. a. aus Wein, Kohlen, Holz, Bruchsteinen und Groß- und Kleinvieh.
Nach dem Fahrplan vom Mai 1912 hielten in Lösnich-Kinheim täglich acht Züge in Richtung Trier und sieben Züge in Richtung Bullay. Die Fahrt in die nahegelegene Stadt Bernkastel dauerte durchschnittlich eine halbe Stunde. Für die Bahnreise nach Trier benötigten die Züge circa zweieinhalb Stunden. An Sonn- und Feiertagen fuhr in den 1920er Jahren ein Eilzugspaar mit Restaurationsbetrieb und mit nur wenigen Zwischenstationen zwischen Bullay und Trier.
Zum 31. Dezember 1962 erfolgte aus wirtschaftlichen Gründen schließlich die Stilllegung des Bahnverkehrs zwischen Bullay und Niederemmel-Piesport. Von Januar 1963 bis April 1964 wurden die Gleise zurückgebaut. Im Sommer 1963 wurden auf den Lösnicher Gleisanlagen viele Waggons der ehemaligen Moselbahn kontrolliert abgebrannt.
Personen- und Güterverkehr wurden 1963 auf die Straße verlegt. Bis 1968 wurde der Bahnhof noch als Stützpunkt für den Güterverkehr genutzt, bis auch der Güterverkehr komplett eingestellt wurde. Um 1975 fiel das mittlerweile leerstehende Bahnhofsgebäude ohne weitere Nutzung schließlich der Abrissbirne zum Opfer.

## Bahnhofsanlage
Bahnhof mit Dienstgebäude und Dienstwohnung entsprachen als Fachwerkbau im Typus dem noch heute erhaltenen Bahnhofsgebäude in der Nachbargemeinde Erden. Die Abortanlage befand sich wie in Erden auch außerhalb des Gebäudes.
Das Gebäude selbst bestand aus der Dienstwohnung, dem Wartesaal, dem eigentlichen Dienstraum mit Fahrkartenausgabe in den Wartesaal und dem sich an den Dienstraum anschließenden Frachtraum mit Dezimalwaage. Eine Zentrale Heizung stand nicht zur Verfügung. Geheizt wurde mit Holz- und Kohleöfen.
Das ehemalige Bahnhofsgebäude war errichtet genau auf der Gemarkungsgrenze zwischen Kinheim-Kindel und Lösnich. Ein Teil des Wartesaals und die Diensträume befanden sich bereits auf Kinheimer Gemarkung. Die Bahntrasse der Gleisführung unterhalb des Ortes Lösnich parallel zum „Gestade“ ist auch heute noch in Teilbereichen gut erkennbar.
Die Gleisanlage am Bahnhof Lösnich-Kinheim bestand aus drei Gleisen: dem durchgehenden Hauptgleis, dem Kreuzungsgleis und dem Freiladegleis. Über ein handbetriebenes Stellwerk am Bahnhofsgebäude wurden die Weichen gestellt. Zwei Bahnsteige und die Ladestraße boten die Zugänge zu den Gleisen. Am Freiladegleis befand sich eine Betonrampe mit Ladekran.
Mit der Bahnstation verbunden war ein Bahnarbeitergruppe zur Instandhaltung der Gleisanlagen. Der Werkzeug- und Materialschuppen befand sich links am Bahnhofsgebäude.